# Перл-Харбор (фильм)
«Перл-Харбор» (англ. Pearl Harbor) — американская романтическая военная драма 2001 года, четвёртый полнометражный фильм режиссёра Майкла Бэя, продюсеров Бэя и Джерри Брукхаймера и сценариста Рэндалла Уоллеса. В фильме снимались Бен Аффлек, Кейт Бекинсейл, Джош Хартнетт, Кьюба Гудинг-младший, Том Сайзмор, Джон Войт, Колм Фиори и Алек Болдуин. В фильме представлена сильно беллетризованная версия нападения японских войск на Перл-Харбор 7 декабря 1941 года, в центре внимания которой история любви, разворачивающаяся в преддверии нападения, его последствий и рейда Дулиттла.
Фильм имел кассовый успех, собрав 59 миллионов долларов в первый уик-энд и 449,2 миллиона долларов по всему миру, став шестым по кассовым сборам фильмом 2001 года, но получил негативные отзывы критиков, которые критиковали сюжет, долгую продолжительность, сценарий и диалоги, темп, игру актёров и исторические неточности, хотя визуальные эффекты и музыка Ханса Циммера были высоко оценены.
Фильм был номинирован на 4 премии «Оскар», победив в категории лучший звуковой монтаж. Он также был номинирован на 6 премий «Золотая малина», включая худший фильм.

## Сюжет
Рэйф и Дэнни — друзья с детства из штата Теннесси, они выросли вместе и были друг другу как братья. Оба с детства увлекаются авиацией и становятся пилотами воздушного корпуса армии США. Рэйф заводит роман с медсестрой Эвелин. Однако влюблённые разлучаются. Рэйф присоединяется к «Орлиной эскадрилье» КВВС Великобритании и уезжает в Англию, чтобы отбивать немецкие налёты в битве за Британию, в то время как Дэнни и Эвелин переводят служить на базу Перл-Харбор, на Гавайских островах. Приходят известия о том, что Рэйф погиб в бою. Эвелин и Дэнни находят успокоение друг в друге и становятся очень близки. Неожиданно в Перл-Харбор прибывает Рэйф. Оказалось, что он выжил — сумел вылезти из упавшего в море самолёта и был спасён французскими рыбаками. Сопротивление отправило его на родину.
Рэйф и Дэнни решают выяснить отношения. Стычка переходит в драку, после чего им вместе приходится спасаться от прибывшей полиции и ночевать в машине на дороге. В параллельной линии сюжета японцы планируют нанести удар по Перл-Харбор, собирают разведданные, разрабатывают план атаки и наносят свой внезапный удар, застав американских моряков врасплох. Эвелин и её подруги оказывают помощь толпам раненых в госпитале, а Рэйф и Денни поднимают свои истребители с атакованного аэродрома и сбивают несколько японских самолётов. Нападение на Перл-Харбор и огромные потери, понесённые в результате этого удара, шокируют американцев. Для достижения психологической победы командование США организует рейд для бомбёжки Токио, Рэйф и Дэнни записываются добровольцами в состав пилотов Дулиттла.
Облегчённые бомбардировщики с трудом взлетают с авианосцев, сбрасывают бомбы, к которым прикреплены японские медали, на Токио и летят дальше, чтобы сесть на территории неоккупированного японцами Китая, потому что им не хватает горючего, чтобы вернуться на американские базы. Самолёты Дэнни и Рэйфа садятся на границе, где их захватывают в плен. Дэнни жертвует собой ради спасения Рэйфа. После этих событий Рэйф и Эвелин воспитывают ребёнка Эвелин от Дэнни.

## В ролях
| Актёр                | Роль                                    |
| -------------------- | --------------------------------------- |
| Бен Аффлек           | лейтенант (позже капитан) Рэйф Маккоули |
| Джош Хартнетт        | лейтенант (позже капитан) Дэниел Уокер  |
| Кейт Бекинсейл       | медсестра Эвелин Джонсон                |
| Уильям Ли Скотт      | лейтенант Билли Томпсон                 |
| Майкл Шэннон         | лейтенант Гуз Вуд                       |
| Скотт Уилсон         | генерал Джордж Маршалл                  |
| Питер Ферт           | капитан Мервин Беннион                  |
| Эндрю Брынярски      | боксёр Джо                              |
| Грег Зола            | лейтенант Энтони Фаско                  |
| Юэн Бремнер          | лейтенант Рэд Винкл («Рыжик»)           |
| Эрик Кристиан Олсен  | капитан МакКоули                        |
| Мэтт Дэвис           | Джо                                     |
| Кьюба Гудинг мл.     | матрос Дорис Миллер                     |
| Дэн Эйкройд          | капитан Турман                          |
| Джон Войт            | президент Франклин Делано Рузвельт      |
| Алек Болдуин         | полковник Джеймс Дулиттл                |
| Том Сайзмор          | Эрл Систерн                             |
| Колм Фиор            | адмирал Хазбенд Киммел                  |
| Грэм Беккел          | адмирал Честер Нимиц                    |
| Джейми Кинг          | медсестра Бэтти Байер                   |
| Дженнифер Гарнер     | медсестра Сандра                        |
| Кэтрин Келлнер       | медсестра Барбара                       |
| Сара Рю              | медсестра Марта                         |
| Томас Арана          | адмирал Фрэнк Джек Флетчер              |
| Сокэ Кубота Такаюки  | адмирал Нагумо                          |
| Мако                 | адмирал Исороку Ямамото                 |
| Джон Фудзиока        | Нисикура                                |
| Кэри-Хироюки Тагава  | командир Минору Гэнда                   |
| Ким Коутс            | лейтенант Джек Ричардс                  |
| Уильям Фихтнер       | отец Дэнни                              |
| Шон Ганн             | моряк                                   |
| Лиленд Орсер         | майор Джексон                           |
| Тед Макгинли         | майор Ньюман                            |
| Джон Пайпер-Фергюсон | морской офицер в больнице               |
| Фредерик Колер       | раненый солдат                          |
| Скотт Вайпер         | стрелок                                 |
| Дэниэл Мейс          | пилот                                   |

## Факты
- У обоих главных героев фильма были реальные прототипы — лейтенанты 47 эскадрильи 15 истребительной группы ВВС США Джордж С. Уэлш[англ.] и Кеннет М. Тейлор[англ.][3][4]. В фильме события их жизни были сильно искажены. Сам Тейлор весьма негативно отозвался об этом[5].
- В фильме показано большое количество авиационной и морской техники. Роли большинства боевых кораблей 40-х годов «играли» современные суда ВМФ США[6].
- Полностью подлинным историческим лицом из персонажей фильма является вестовой с линкора «Вест Вирджиния» Дорис Миллер.
- Съёмки картины длились пять месяцев с 10 апреля по 15 сентября 2000 года.
- В фильме было использовано несколько настоящих самолётов времен Второй Мировой Войны, сохранившихся в лётном состоянии[6].
- Специально для фильма в России были построены по сохранившимся чертежам два самолёта Mitsubishi A6M Zero на Оренбургском предприятии ОАО «ПО „Стрела“»[7]. Также были использованы три настоящих японских истребителя «Mitsubishi Zero» — один, находящийся в «Музее славы самолётов» в Чино, Калифорния, второй — в «Музее полётов» в Санта-Монике, Калифорния, а третий, принадлежащий общественной организации «Мемориальные воздушные силы», базирующейся в Техасе.
- В реальности ни один из бомбивших Японию 18 апреля 1942 года американских самолётов во время рейда Дуллитла не долетел до Китая (точнее, 15 машин разбились при посадке, а единственная уцелевшая машина под командой капитана Эдварда Йорка села на советском дальневосточном аэродроме «Унаши́»).
- В главной женской роли должна была сниматься Гвинет Пэлтроу, отказавшаяся от съёмки из-за низкого гонорара, так как Бэй превысил смету и пытался сэкономить на гонорарах[8].

## Премии и награды
| «Оскар»                | Лучший звуковой монтаж                                         | Джордж Уоттерс II и Кристофер Бойс                  | Победа    |
| «Оскар»                | Лучшие визуальные эффекты                                      | Эрик Бревиг, Джон Фрейзер, Эдвард Хёрш, Бен Сноу    | Номинация |
| «Оскар»                | Лучшая песня                                                   | Дайан Уоррен («There You’ll Be»)                    | Номинация |
| «Оскар»                | Лучший звук                                                    | Грег Рассел, Питер Девлин, Кевин О’Коннелл          | Номинация |
| «Золотой глобус»       | Лучшая песня                                                   | Дайан Уоррен                                        | Номинация |
| «Золотой глобус»       | Лучшая музыка                                                  | Ханс Циммер                                         | Номинация |
| ASCAP                  | Наиболее кассовый фильм                                        | Ханс Циммер                                         | Победа    |
| ASCAP                  | Лучшая из исполненных в фильмах песен                          | Дайан Уоррен                                        | Победа    |
| «ASC Award»            | Выдающиеся достижения в области кинематографии и кинопроката   | Джош Шварцман                                       | Номинация |
| «Bogey Award in Gold»  | Лучший дистрибьютор                                            | «Buena Vista International»                         | Победа    |
| «Critics Choice Award» | Лучшая песня                                                   | Дайан Уоррен                                        | Номинация |
| «CAS Award»            | Выдающиеся микширование песен кинофильмов                      | Грег Рассел, Питер Девлин, Кевин О’Коннелл          | Номинация |
| «DVD Premiere Award»   | Лучшее оформление меню                                         | Дэвид Приор                                         | Номинация |
| «DVD Premiere Award»   | Лучшие новые, расширенные или реконструированные сцены фильмов | Майкл Бэй                                           | Номинация |
| «DVD Premiere Award»   | Лучшие дополнительные компоненты, новый релиз                  | Майкл Бэй, Марк Полански, Дэвид Приор, Эрик Нил Янг | Номинация |
| «DVD Premiere Award»   | Оригинальный ретроспективный документальный фильм              | Дуглас Маккалли                                     | Номинация |